# Baxter Springs
Baxter Springs är en stad i Cherokee County i delstaten Kansas, USA. Vid folkräkningen 2010 hade staden 4 238 invånare. Staden ligger vid Spring River. Stadens centrum ligger mindre än 3 km från Kansas-Oklahoma delstats gräns.
Staden fick sitt namn efter A. Baxter som var första nybyggaren(bosatte sig här 1850) och floden Spring River som staden ligger vid.
1862 grundades staden då cowboys börja driva kor mellan Kansas och Texas. Shawnee trail (Från Austin i Texas till Baxter Springs i sydöstra Kansas).
Tillfälligt fort byggdes här under Amerikanska inbördeskriget som kallades Fort Baxter. Detta för att USA var rädd att Amerikas konfedererade stater skulle gå från Texas genom neutrala Indianterritoriet och anfalla Kansas. Den 6 oktober 1863 stod Slaget vid Baxter Springs. Garnisonen lyckades försvara staden och fortet. De var enda gången staden attackerades under kriget.
Legendariska U.S. Route 66 gick genom staden. Vägen mellan Chicago och Los Angeles
En tornado startade Quapaw, Oklahoma och förstörde stora delar av Baxter Springs April 27, 2014.
kända personer:
- Hale Irwin, (1945-), PGA golfare
- Charles Fox Parham (1873-1929), Pingst kyrkans ledare

## Galleri

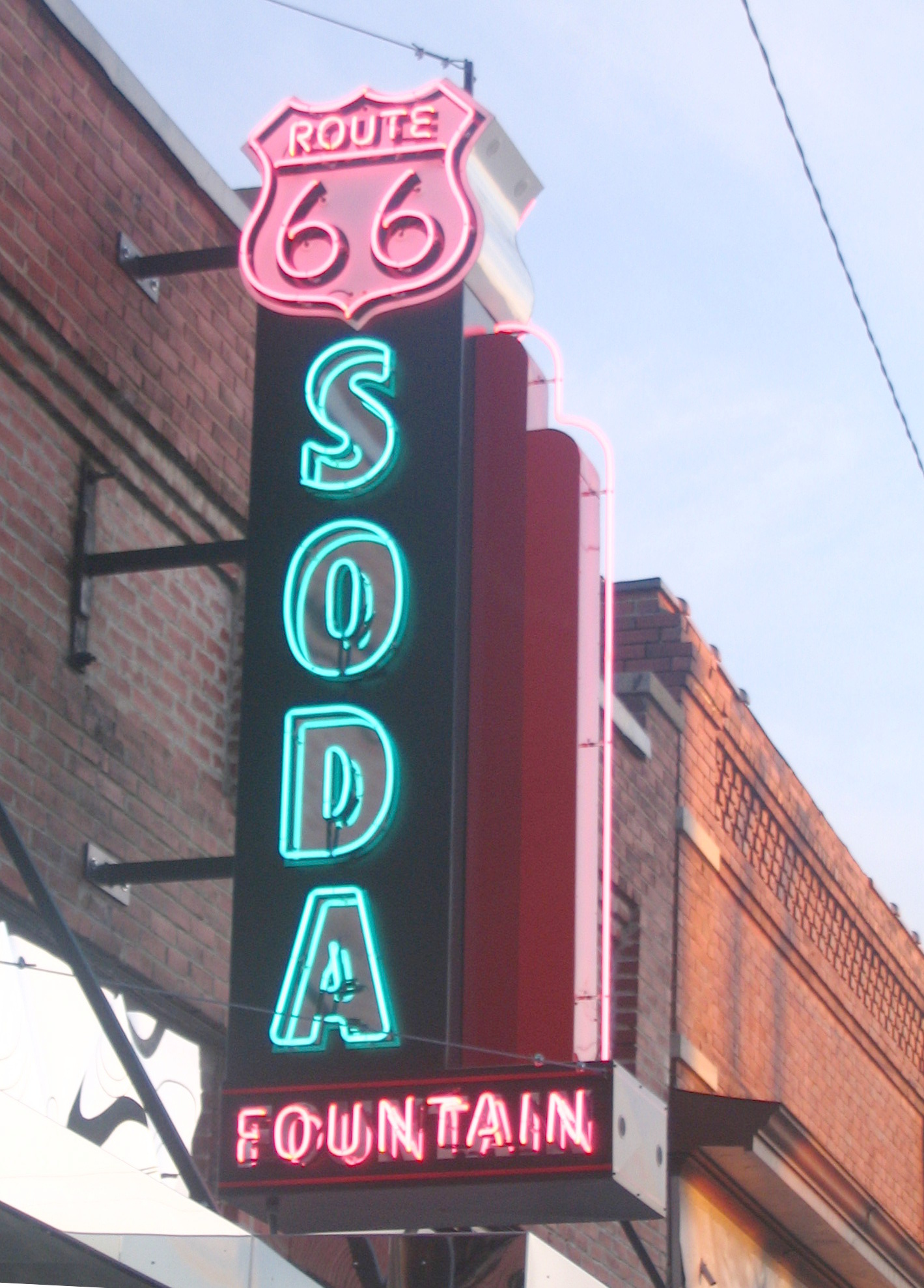
Route 66 Soda Fountain, 2008
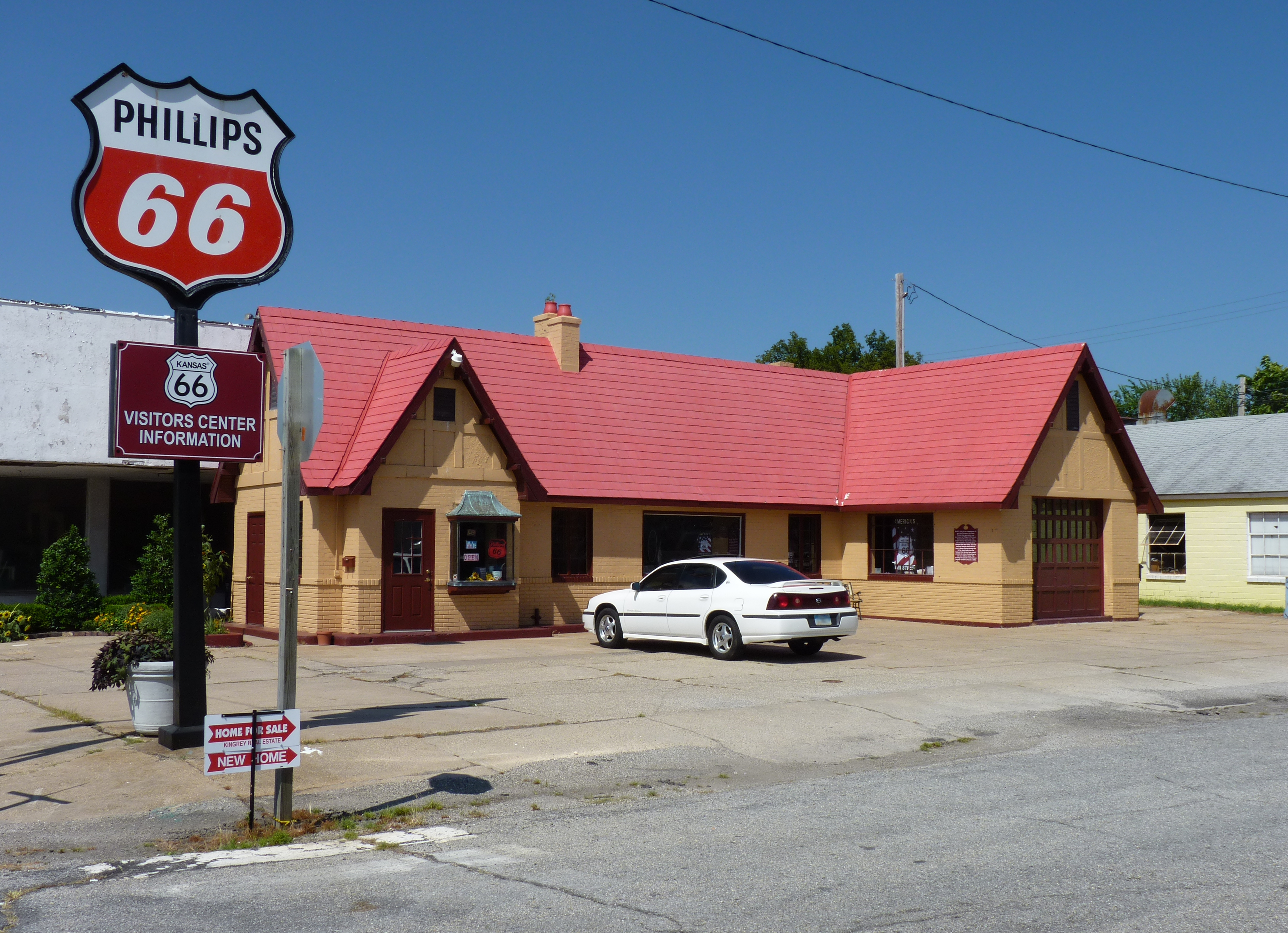
Route 66 Welcome Center, 2010
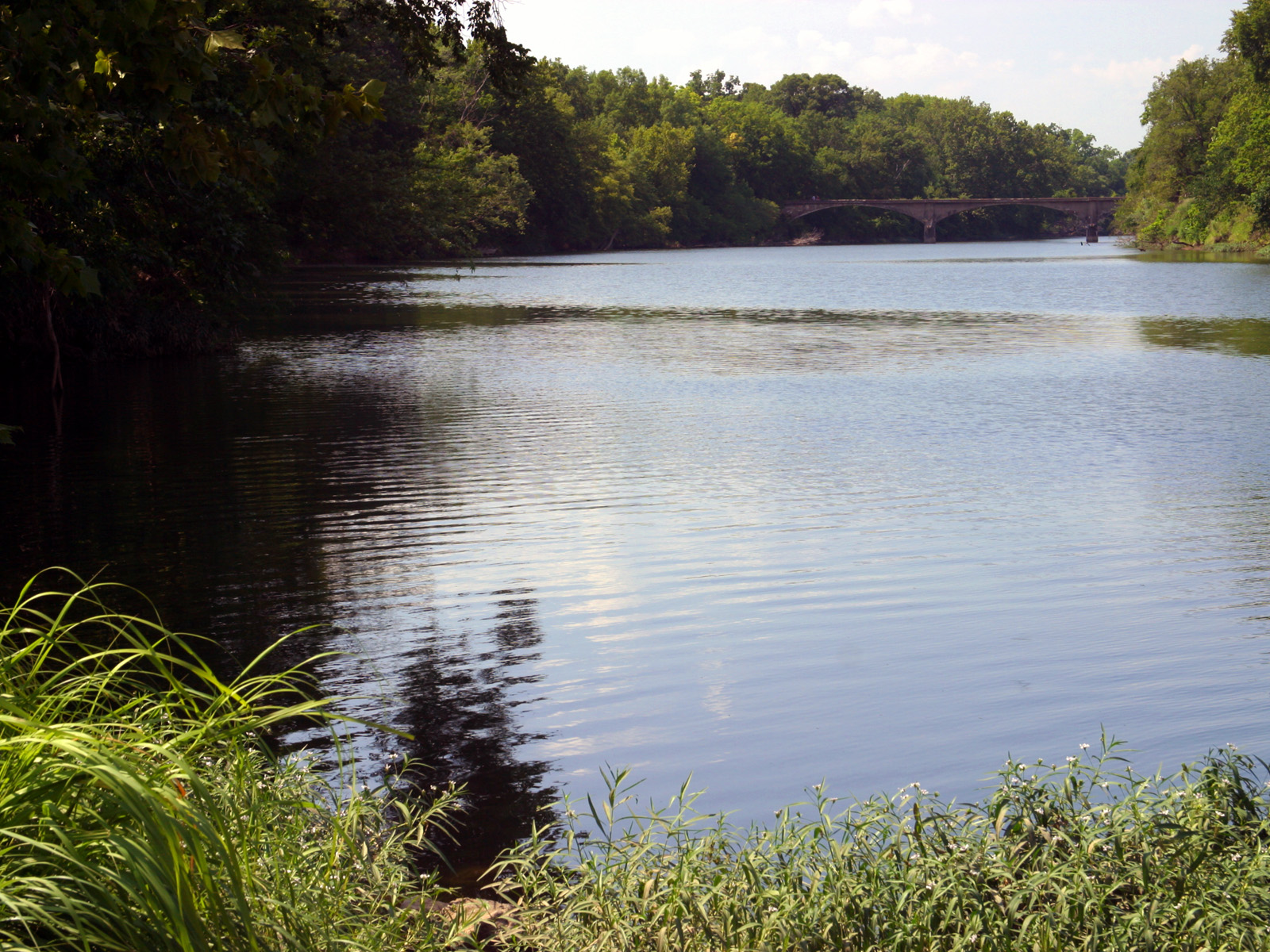
Spring River vid Riverside Park i Baxter Springs, Kansas
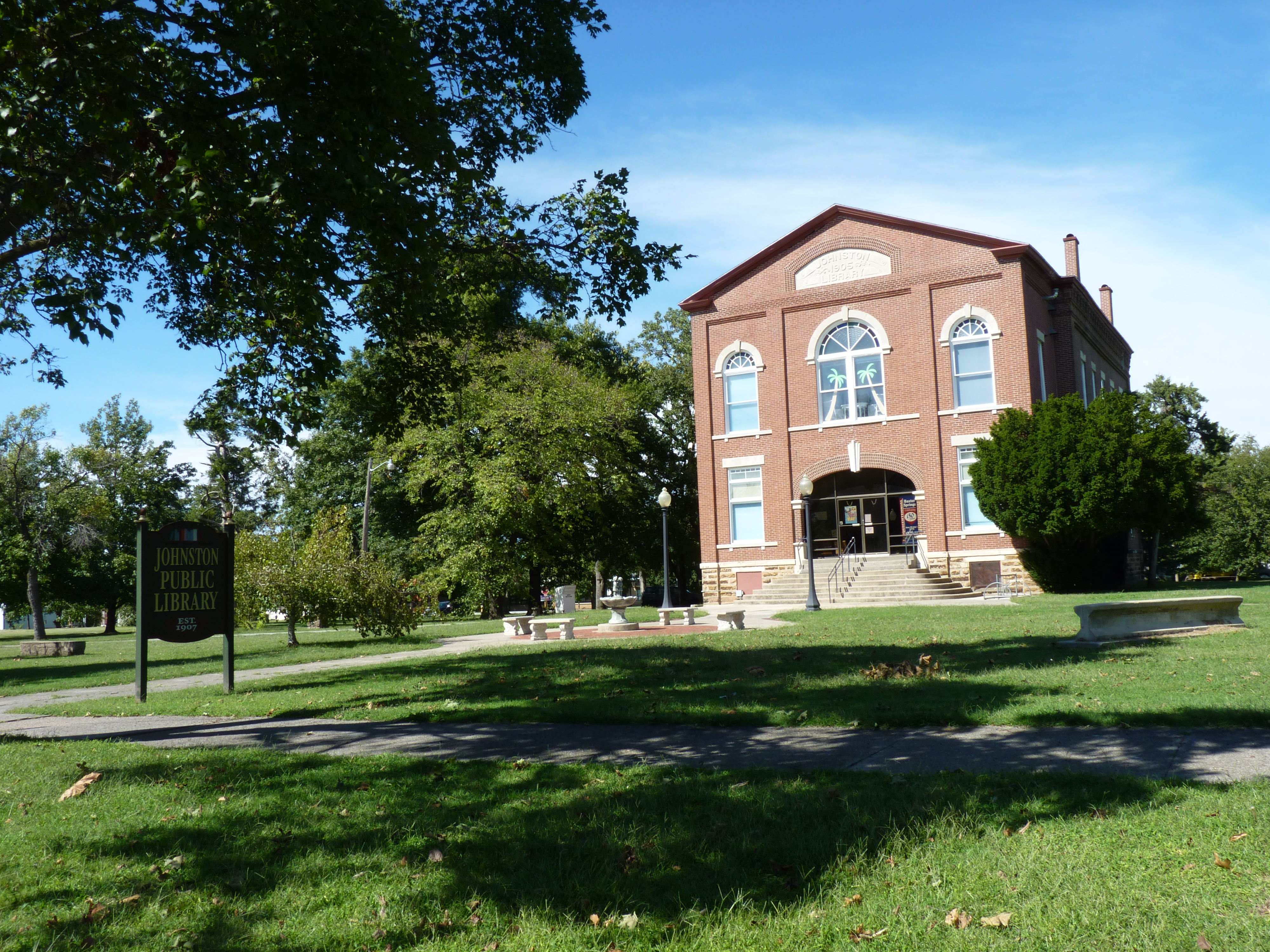
Johnston bibliotek, 2010

### Fotnoter
1. ↑  United States Census Bureau, 2010 U.S. Gazetteer Files, United States Census Bureau, 2010, läst: 9 juli 2020.[källa från Wikidata]
2. ↑  United States Census Bureau (red.), USA:s folkräkning 2020, läs online, läst: 1 januari 2022.[källa från Wikidata]
3. ↑  ”2010 City Population and Housing Occupancy Status”. 2010 City Population and Housing Occupancy Status. U.S. Census Bureau. Arkiverad från originalet den 21 July 2011. https://web.archive.org/web/20110721034521/http://factfinder2.census.gov/faces/tableservices/jsf/pages/productview.xhtml?pid=DEC_10_PL_GCTPL2.ST13&prodType=table. Läst 14 juni 2011.
4. 1 2  "Chapter XIII: The History of Baxter Springs", History of Cherokee County, Kansas and representative citizens, Ed. and comp. by Nathaniel Thompson Allison, 1904
5. ↑  "History" Arkiverad 16 november 2011 hämtat från the Wayback Machine., City of Baxter Springs website, accessed 5 Nov 2009
6. ↑  Hugh L. Thompson, "Baxter Springs as a Military Post—1862–1863," Kansas in the Civil War Battles and Campaigns, Vol. 3, pp. 32-4 (from the Kansas State Historical Society).
7. ↑  http://opinionator.blogs.nytimes.com/2013/10/07/massacre-at-baxter-springs/?nl=opinion&emc=edit_ty_20131008&_r=0
8. ↑  ”Arkiverade kopian”. Arkiverad från originalet den 20 april 2016. https://web.archive.org/web/20160420160127/http://www.lovesmalltownamerica.com/baxterspringsks.php/index.php?page=history. Läst 28 mars 2016.